# Jérôme Gondorf
Jérôme Gondorf (Karlsruhe, 26 giugno 1988) è un calciatore tedesco, centrocampista dell'SG Stupferich.

## Palmarès
- Fußball-Regionalliga: 1

Kickers Stoccarda: 2011-2012 (girone sud)